# Eclipsa de Lună din 5 mai 2023
O eclipsă de Lună prin penumbră a avut loc vineri, 5 mai 2023, prima dintre cele două eclipse de Lună din 2023. Diametrul aparent al Lunii a fost cu 0,1% mai mare decât media, deoarece a avut loc cu 5,5 zile înainte de perigeu (Perigeul pe 11 mai 2023). Aceasta a fost cea mai profundă eclipsă prin penumbra din 11 februarie 2017 și până în septembrie 2042.

## Vizibilitate
A fost complet vizibilă din Asia și Australia și a fost parțial vizibilă, după răsăritul Lunii, peste Africa și o mare parte din Europa (în principal în Estul și Centrul Europei).
|                                                     |
| Harta vizibilității eclipsei de Lună din 5 mai 2023 |

## Galerie de imagini

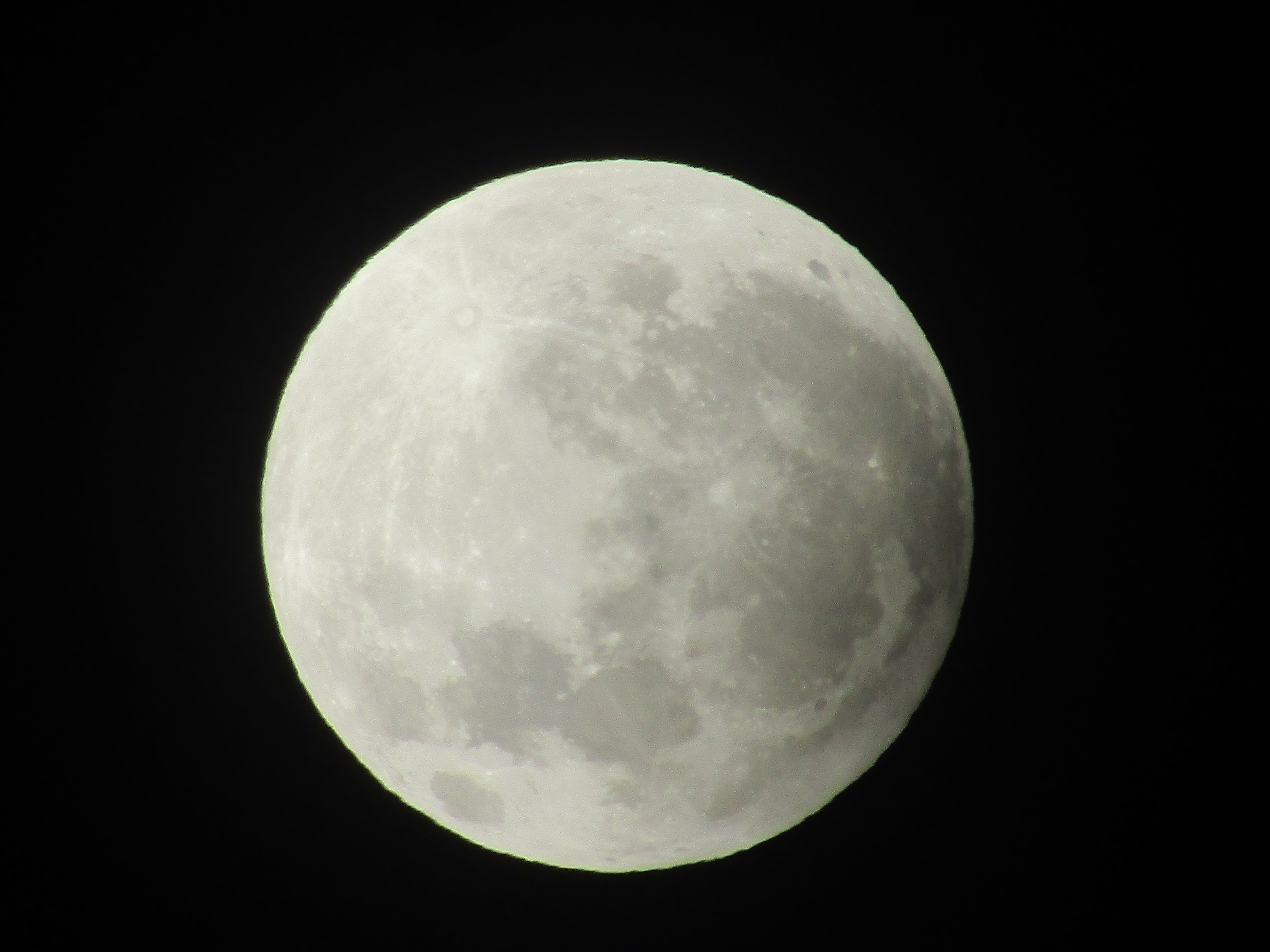
Eclipsa observată la Perth, Australia, 16:48 UTC
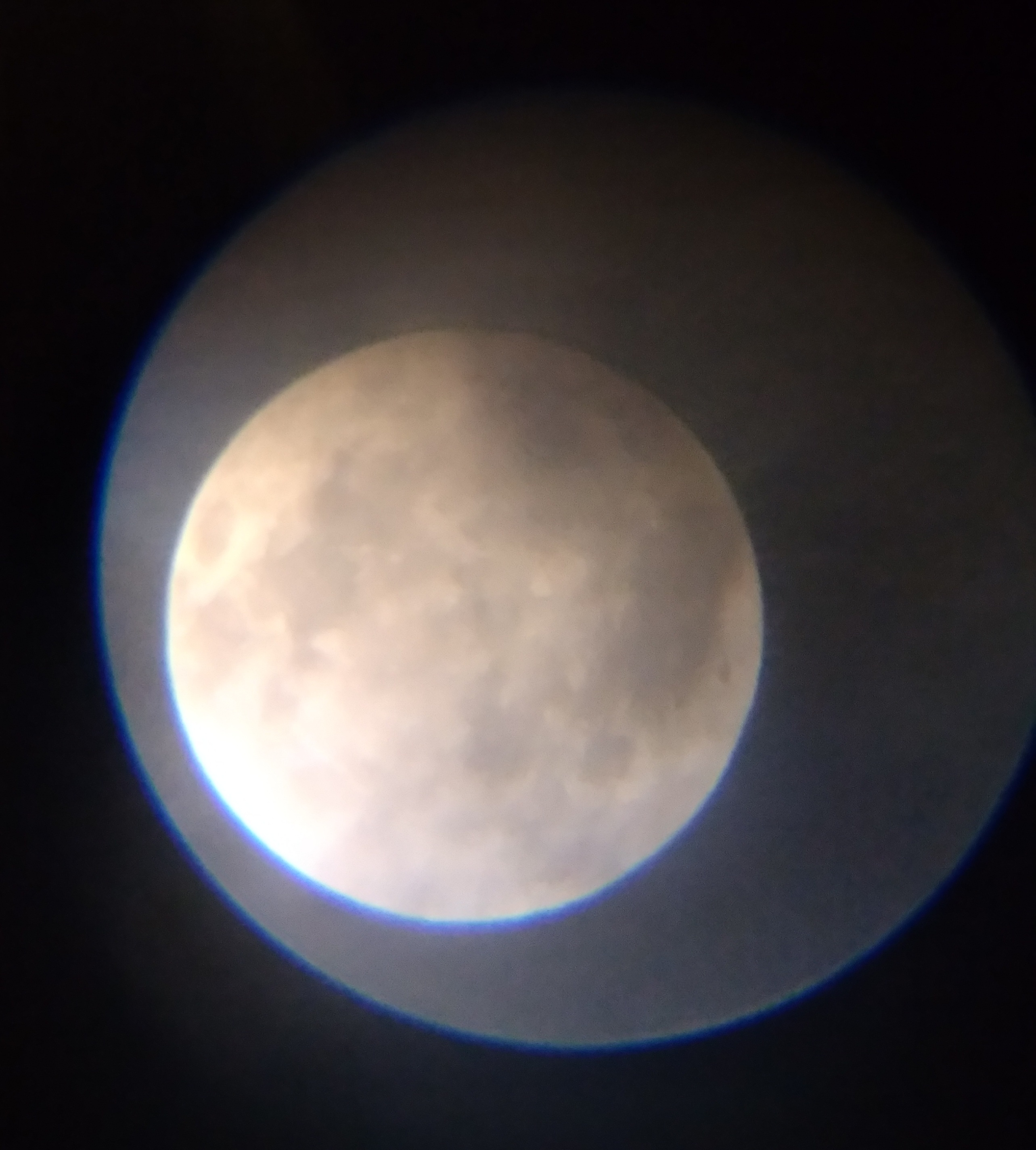
Eclipsa observată prin telescop, din Kuching, Malaysia, 17:26 UTC
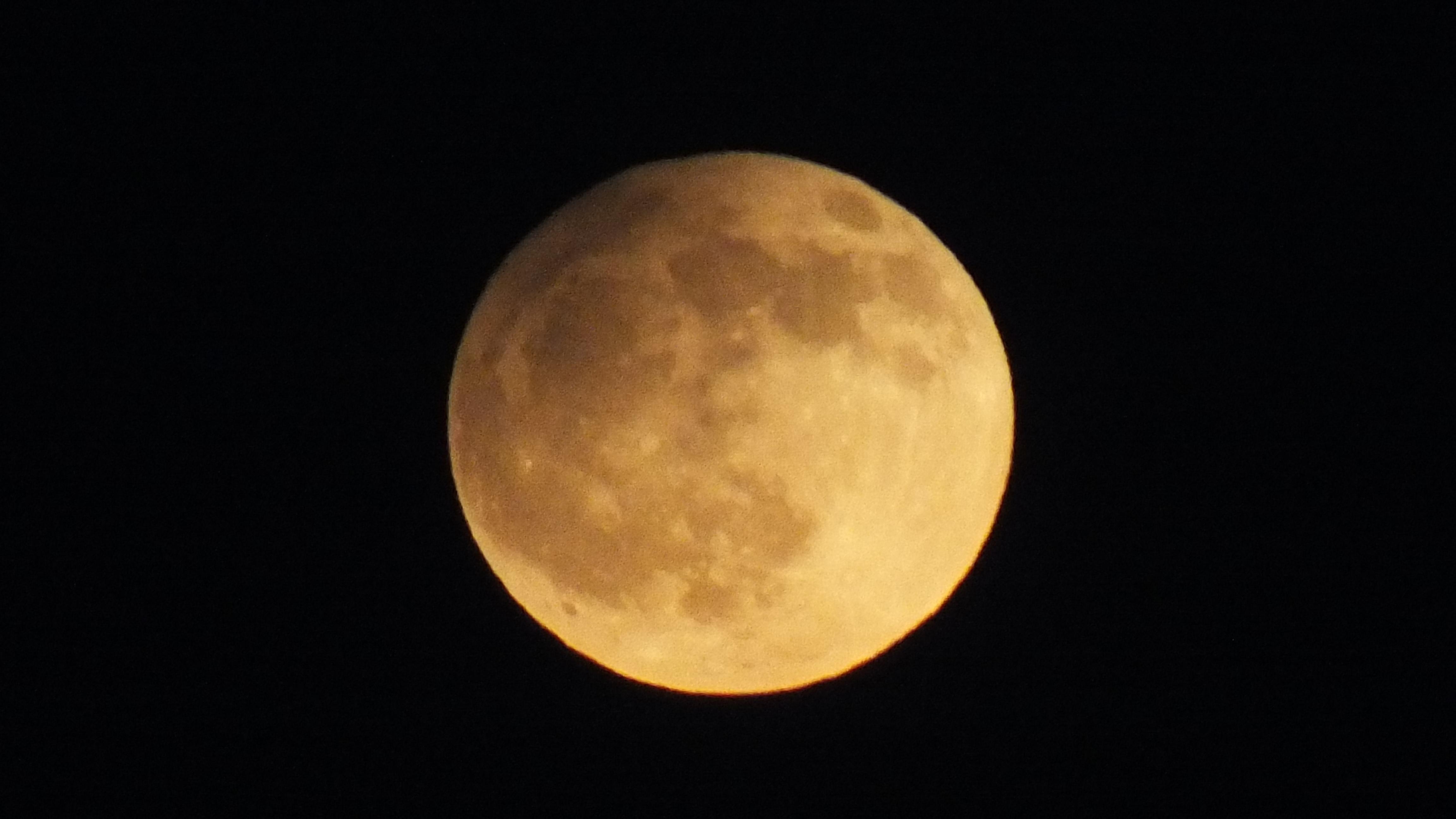
Eclipsa observată de la Moscova, Rusia, 17:49 UTC

## Membru Saros
Această eclipsă a fost al 24-lea membru al Saros lunar 141. Evenimentul anterior a fost eclipsa de Lună din 24 aprilie 2005. Următorul eveniment este eclipsa de Lună din 16 mai 2041.